# Mirko Ognjenovič
Mirko Ognjenovič, slovenski častnik in veteran vojne za Slovenijo.

## Vojaška kariera
- poveljnik, 24. oklepno-mehanizirani bataljon, 22. brigada Slovenske vojske (20. marec 2001 - )

## Odlikovanja in priznanja
- zlata medalja generala Maistra z meči (31. januar 1992)
- spominski znak Obranili domovino 1991